# Saison 2008-2009 du Nîmes Olympique
Maillots
Chronologie
Saison suivante
La saison 2008-2009 du Nîmes Olympique voit le club disputer la soixante-dixième édition du Championnat de France de football de Ligue 2, championnat auquel le club participe pour la vingt-cinquième fois de son histoire, ceci après avoir terminé troisième de National à l'issue de la saison 2007-2008. Cette saison est ainsi la première depuis 2003 à être disputée sous le statut professionnel.
La première moitié de saison du Nîmes Olympique est très difficile. Après quatre premières rencontres conclues par des défaites, la première victoire n'intervient que lors de la cinquième journée. Le second succès ne viendra que lors de la dix-huitième journée après que Jean-Luc Vannuchi aura été démis de ses fonctions, et où sous sa direction l'équipe n'aura pris que dix points et connut une élimination prématurée en Coupe de France. Il est alors remplacé par Jean-Michel Cavalli.
Ce dernier remodèle l'effectif à l'inter-saison hivernale en écartant notamment certains joueurs, et en recrutant à tous les postes. Cependant, après la 27e journée, le club gardois demeure dernier avec 21 points, et à dix de retard sur le dix-septième.
Mais après avoir notamment battu le Montpellier HSC, le club gardois réussit progressivement à réduire son retard de points accumulé. Remportant le dernier match de la saison face au Stade brestois 29 (2-1), Nîmes se maintient en seconde division après avoir comblé un écart à onze journées du terme du championnat, qu'aucune équipe dans l'histoire du football français n'avait réussit à réaliser. Sur la deuxième partie de saison (de la 19 à la 38e journée), l'équipe engrange le même total de points que le RC Lens (31 points), pourtant champion sur la même période.

## Avant-saison

### Tableau des transferts
| Nom                 | Nationalité   | Transfert                 | Provenance/Destination   | Division                |
| ------------------- | ------------- | ------------------------- | ------------------------ | ----------------------- |
| Arrivées            |               |                           |                          |                         |
| William Massot      | France        | Fin de contrat            | FC Sète 34               | National                |
| Johan Cavalli       | France        | Fin de contrat            | RAEC Mons                | Jupiler Pro League      |
| Eli Kroupi          | Côte d'Ivoire | Fin de contrat            | APO Levadiakos           | Superleague Elláda      |
| Ludovic Jeannel     | France        | Fin de contrat            | Stade brestois 29        | Ligue 2                 |
| Nicolas Puydebois   | France        | Fin de contrat            | RC Strasbourg            | Ligue 1                 |
| Boubacar Kébé       | Burkina Faso  | Fin de contrat            | FC Libourne-Saint-Seurin | Ligue 2                 |
| Abderaouf Zarabi    | Algérie       | Fin de contrat            | Hibernian FC             | Scottish Premier League |
| Aliou Cissé         | Sénégal       | Transfert sans indemnité  | CS Sedan Ardennes        | Ligue 2                 |
| Malaury Martin      | France        | Prêt sans option d'achat  | AS Monaco FC             | Ligue 1                 |
| Départs             |               |                           |                          |                         |
| Johnny Ecker        | France        | Fin de contrat            | FC Bagnols Pont          | Division Honneur        |
| Vincent Abbal       | France        | Fin de contrat            | SO Romorantin            | CFA                     |
| Abdoulaye Coulibaly | Côte d'Ivoire | Fin de contrat            | FC Martigues             | CFA                     |
| Romain Canales      | France        | Fin de contrat            | FC Sète 34               | National                |
| Yann Hubert         | France        | Fin de contrat            | FC Bagnols Pont          | Division Honneur        |
| Christophe Dussart  | France        | Fin de contrat            |                          |                         |
| Stéphane Beyrac     | France        | Fin de contrat (retraite) |                          |                         |
| Julien Valéro       | France        | Fin de contrat            | FC Sète                  | National                |
| Otman Djellilahine  | France        | Prêt sans option d'achat  | FC Martigues             | CFA                     |
| Tagro Baléguhé      | Côte d'Ivoire | Prêt sans option d'achat  | AC Arles                 | National                |

### Objectif du club
L'objectif du club gardois en cette saison 2008-2009 est le maintien puisque que le Nîmes Olympique est promu de national.

### Préparation d'avant-saison
Après avoir effectué un premier match amical le 4 juillet 2008 contre le FC Sète 34 (1-1), le Nîmes Olympique effectue son stage de préparation à Combloux. En conclusion de ce stage en Savoie, les Crocodiles disputent le 12 juillet à Albertville une rencontre amicale contre l'Olympique lyonnais qui se solde par une défaite des Gardois par trois buts à deux. Six jours plus tard, le Nîmes Olympique s'incline lourdement 0-4 face à l'OGC Nice, pensionnaire de Ligue 1. Après ce match amical, le groupe lillois se rend à Manduel et remporte le 22 juillet leur première rencontre après leur victoire 2-0 contre le FC Istres OP, qui évolue en National. Le Nîmes Olympique termine sa préparation par une défaite contre l'AS Cannes (0-2), formation évoluant en National depuis 2002.
Le bilan du Nîmes Olympique est donc d'une victoire, d'un match nul ainsi que de trois défaites. Au total, le club gardois marque cinq fois, dont à deux reprises par Idriss Ech-Chergui; les autres buts étant marqués par Jérémie Roumégous, par Mickaël Colloredo ainsi que par la nouvelle recrue, Boubacar Kébé.

## Compétitions

### Championnat
La saison 2008-2009 de Ligue 2 est la soixante-dixième édition du championnat de France de football de seconde division et la septième sous l'appellation « Ligue 2 ». La division oppose vingt clubs en une série de trente-huit rencontres. Les meilleurs de ce championnat sont promus en Ligue 1.
Le favori des bookmakers de BetClic pour le titre en fin de saison est le Racing Club de Lens (RCL), club relégué la saison précédente, tandis que le RC Strasbourg (RCS) et le FC Metz, tous deux également relégués la saison précédente, sont les principaux outsiders. Par ailleurs, cinq clubs sont pressentis à terminer relégué à l'issue de la saison d'après le bookmaker suédois Unibet, dont le Vannes OC, le Tours FC, le Dijon FCO, l'US Boulogne Côte d'Opale et le Nîmes Olympique.
Les promus de la saison précédente, Le Havre AC, champion de Ligue 2 en 2007-2008, le FC Nantes et le Grenoble Foot 38, sont remplacés par le RC Lens, le RC Strasbourg et le FC Metz. Les relégués de la saison précédente, les Chamois niortais, le FC Libourne-Saint-Seurin et le FC Gueugnon, sont remplacés par le Vannes Olympique Club, champion de National en 2007-2008, le Tours Football Club, de retour en deuxième division après être relégué la saison précédente, et le Nîmes Olympique.

#### Départ catastrophique - Journées 1 à 4
Le Nîmes Olympique dispute sa première rencontre officielle de la saison le 1er août 2008 avec la réception du Stade brestois. Brest concrétise sa première occasion du match par un but de Cédric Fabien. Nîmes, mené à la pause, ne parvient pas à égaliser par la suite, malgré une bonne réaction durant la seconde période et un but refusé de William Massot.

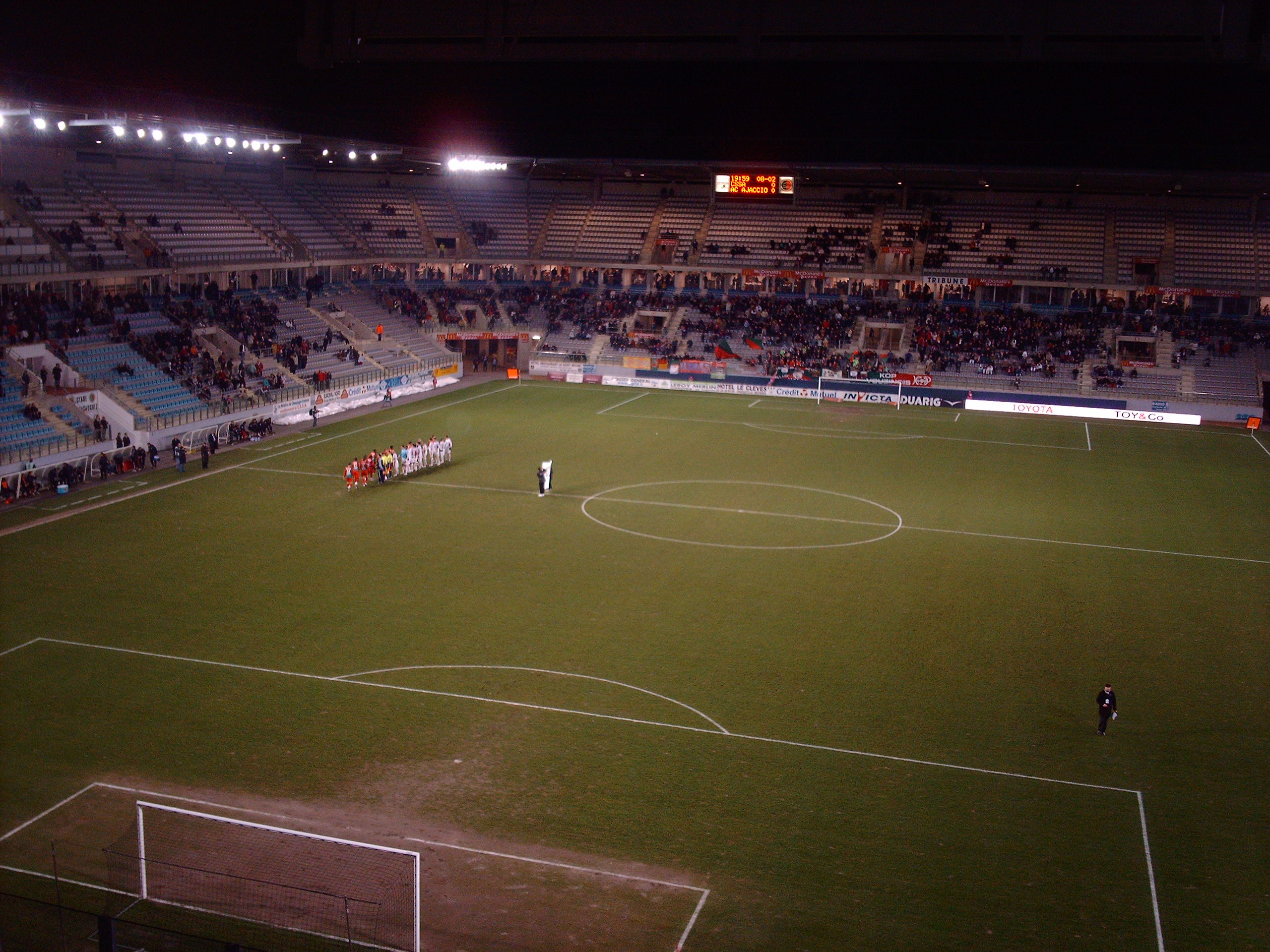
Le premier match officiel à l'extérieur de la saison du Nîmes Olympique a lieu au stade Louis-Dugauguez, enceinte du CS Sedan.

Huit jours plus tard, les Gardois se déplacent au stade Louis-Dugauguez, antre du CS Sedan Ardennes, et concèdent une nouvelle défaite par deux buts à un. Toutefois, les Nîmois ouvrent le score grâce à Mehdi Mostefa sur un coup franc de Nicolas Bayod, mais craquent lors des dix dernières minutes de la partie, où Damien Tibéri puis Chiguy Lucau parachèvent le succès sedanais.
Au sein du stade Gabriel-Montpied, enceinte du Clermont Foot, le Nîmes Olympique clôt sa seconde rencontre à l'extérieur, par une troisième défaite d'affilée. Nîmes concède un premier but juste avant la fin de la première période, pourtant terne d'occasions par Mustapha Yatabaré, puis encaisse un second but dans les arrêts de jeu par Mickaël Murcy.
Pour le compte de la quatrième journée, le Nîmes Olympique reçoit le RC Lens, quatrième au bout de trois matchs. Reçu dans un stade rempli, Lens confirme son bon début de saison en ouvrant le score par Toifilou Maoulida, profitant d'une erreur d'appréciation de l'arbitre. Mais Nîmes réagit en seconde période par le biais de Robert Malm, à la conclusion d'une passe de Paul Maisonneuve. Dix minutes avant la fin du match, Maoulida inscrit cependant un second but, après un coup franc de Dejan Milovanović, mal repoussé par la défense nîmoise. Sorti au bout d'un quart de jeu, le club annonce dans la semaine que Johan Cavalli s'est blessé et sera indisponible pour une durée de six mois.
Après quatre journées effectuées, le Nîmes Olympique est à la dix-neuvième place du classement avec quatre défaites concédées, à trois points derrière le Stade de Reims, premier club non-relégable, et à douze points derrière le RC Strasbourg, en tête du championnat, qui accomplit un excellent début de saison (quatre victoires pour autant de rencontres), en particulier dû à l'attaquant James Fanchone, buteur à trois reprises en quatre journées.

#### Première victoire à l'extérieur et premiers points à domicile - Journées 5 à 10
Afin d'acquérir les premiers points de la saison, Jean-Luc Vannuchi décide de changer de dispositif tactique, passant en 4-4-2. Ce changement s'avère payant, car Nîmes s'impose pour la première fois en championnat lors de la cinquième journée face à l'ES Troyes AC. En effet, à la 34e minute, Mickaël Colloredo inscrit le seul but de la rencontre après avoir déclenché un tir en dehors de la surface de réparation qui bat le gardien adverse Cyrille Merville.
Deux semaines plus tard, le Nîmes Olympique affronte un autre promu, le Tours FC. Les deux équipes se neutralisent mutuellement durant l'intégralité du temps réglementaire. Néanmoins, à la 91e minute, à la suite d'une déviation de la tête d'Olivier Giroud, l'international malien Tenema N'Diaye récupère le ballon et inscrit un but, qui permet à Tours de s'imposer 1 à 0.

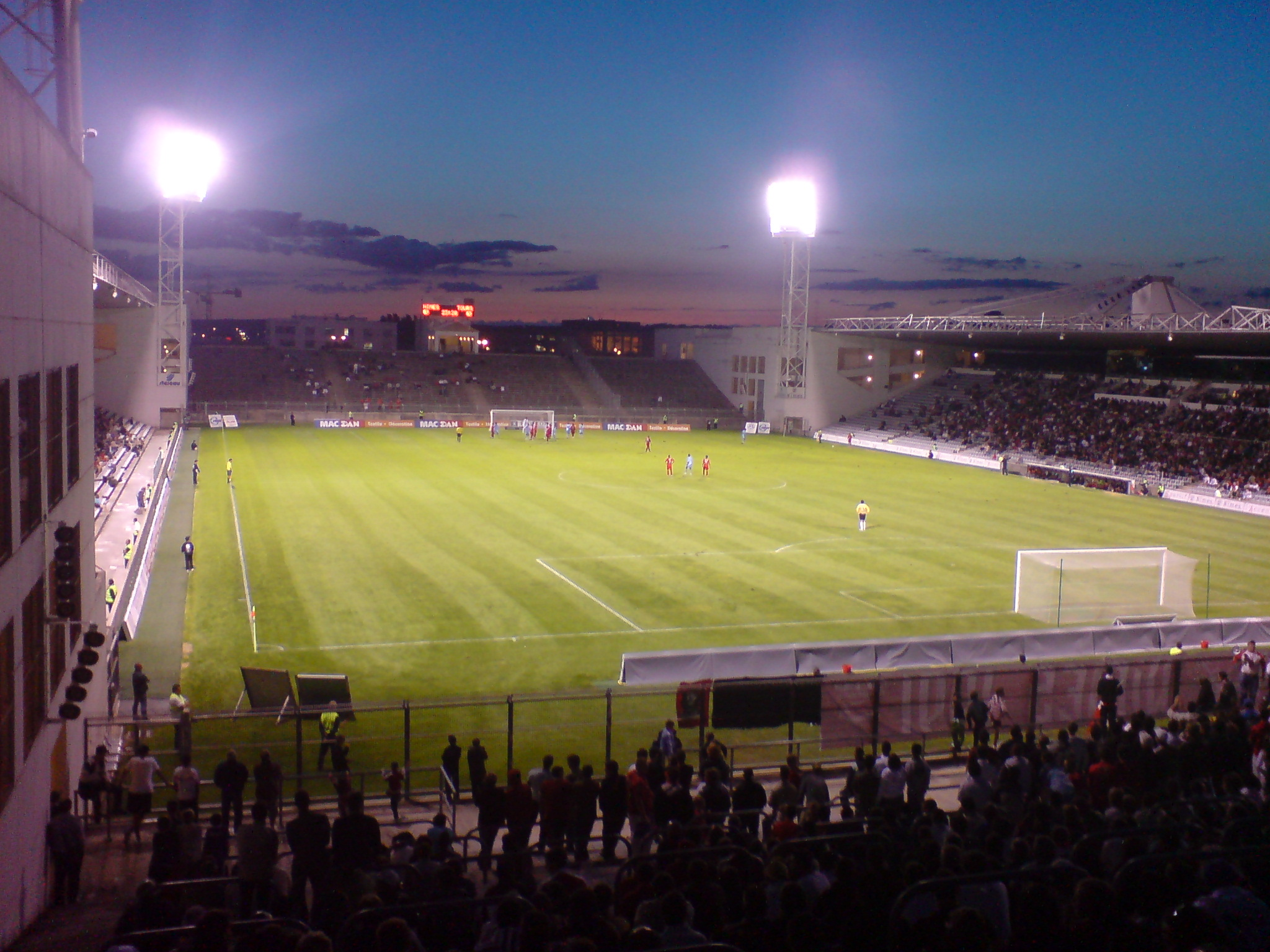
Le Nîmes Olympique lors du match contre le Tours FC du 12 septembre 2008 au Stade des Costières.

Blessé à l'entraînement quelques jours avant la rencontre suivante, Cédric Horjak voit sa saison quasiment terminée du fait que son indisponibilité soit évaluée à une durée d'au moins six mois. Sans son capitaine, et pour le compte de la 7e journée, Nîmes commence parfaitement son match face à l'Angers SCO à l'extérieur en marquant dès la 23e minute par Éli Kroupi. Après leur avoir refusé un but juste avant la mi-temps, les joueurs angevins prennent l'avantage en deuxième période par l'intermédiaire de Fabrice Do Marcolino qui inscrit un doublé (67e, 82e). Ces derniers se font cependant surprendre par Idriss Ech-Chergui qui égalise à la 86e minute, but permettant au Nîmes Olympique d'obtenir un point.
Le 26 septembre 2008, le Nîmes Olympique affronte pour la huitième journée de championnat l'équipe de l'AC Ajaccio, invaincue depuis sept rencontres. Les corses confirment leur statut de favori (5e au classement) en menant par 2 buts à 1 après plus d'une heure de jeu, reprenant notamment l'avantage au score une minute après l'égalisation de Boubacar Kébé à la 52e minute, par l'intermédiaire de l'attaquant malien Cheick Diabaté. Quelques minutes après les expulsions successives d'Aliou Cissé puis de Ludovic Asuar, le club gardois parvient à prendre son premier point de la saison à domicile grâce à Colloredo à la 85e minute.
La journée suivante, Nîmes se rend au Stade de la Meinau, antre du Racing Club de Strasbourg (RCS). Le club alsacien prend rapidement l'avantage grâce à Marcos dos Santos à la 12e minute. Après ce but, le RCS conforte son avance en marquant à deux autres reprises durant la première mi-temps par l'intermédiaire de James Fanchone. Guillaume Lovergne, gardien remplaçant Nicolas Puydebois qui s'est blessé en première période, relance de manière hasardée le ballon, ce qui profite aux Strasbourgeois qui marquent de nouveau par Kandia Traoré. Par la suite, Florent Besnard est expulsé et Nicolas Bayod marque contre son camp à la 72e minute, aggravant le score à 5 buts à 0, écart que n'avait plus concédé le Nîmes Olympique depuis 1993.
Quatre jours après cette défaite, le Nîmes Olympique accueille l'Amiens SCF. À l'occasion de ce match, et faisant suite à différentes blessures et suspensions, de nouveaux joueurs sont convoqués dont Manasse Enza-Yamissi qui honore sa première apparition en deuxième mi-temps. Durant la partie qui oppose les deux équipes, Foued Kadir permet tout d'abord sur pénalty (43e minute) de donner l'avantage au club picard. Cependant, cette avance est anéantie par Robert Malm qui égalise pour Nîmes à la 82e minute. Malgré ce point pris, le club gardois reste à la dernière place, accusant une unité de retard sur l'En Avant de Guingamp, seizième, qui reçoit Nîmes lors de la journée suivante.

#### Série de matchs sans victoires, nouvel entraîneur et première victoire à domicile - Journées 11 à 18
L'écart de points qui sépare le club gardois avec le premier non-relégable se renforce à l'issue de la onzième journée. En effet, au Stade du Roudourou, le club breton de l'En Avant de Guingamp (EAG) fait connaître à Nîmes sa septième défaite de la saison. Après avoir vu une de ses tentatives repoussées par le poteau en fin de première période, l'EAG s'impose cependant grâce à un but inscrit à la 74e minute par Yohann Rivière (0-1).
La rencontre suivante, le Nîmes Olympique reçoit l'US Boulogne CO, déjà vainqueur de six matchs et qui n'a concédé qu'une seule défaite depuis le début de la saison. Après avoir vu un nombre important d'occasions échouées en première période, Nîmes se voit accorder un penalty en début de seconde mi-temps à la suite d'une faute du joueur boulonnais Zargo Touré sur Boubacar Kébé, mais qui n'est pas cependant transformé par Éli Kroupi. Le club pas-de-calaisien profite alors de ce manque de réalisme en inscrivant l'unique but de la partie à la 89e minute par David Vandenbossche, faisant connaître ainsi une septième rencontre d'affilée sans victoire au club languedocien.

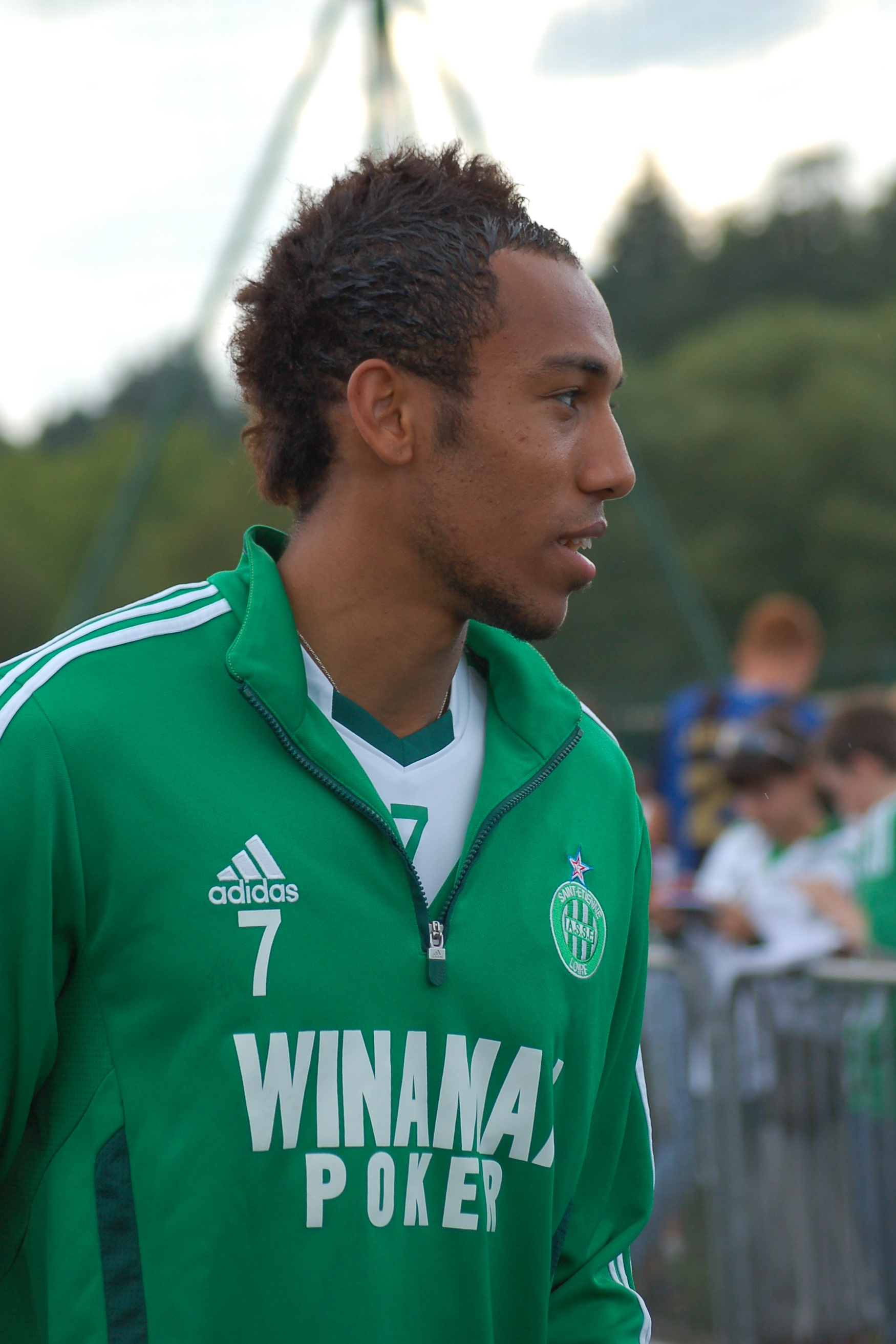
Pierre-Emerick Aubameyang inscrit le premier but du match Dijon-Nîmes lors de la.

Pour le compte de la treizième journée, le Nîmes Olympique se rend au stade de la Mosson afin d'y disputer le premier derby du Languedoc de la saison face au Montpellier HSC. La première mi-temps est notamment marquée par un but refusé à Nîmes, Kroupi se révélant être en position de hors-jeu au moment de son tir. En seconde période, Kébé ouvre le score à la suite d'un centre de Robert Malm à la 66e minute. Cependant, le club héraultais égalise à la 81e minute par l'intermédiaire de Grégory Lacombe (1-1).
La semaine suivante, le 7 novembre, le Nîmes Olympique enchaîne un second match nul. À domicile, les Crocodiles cèdent en premier face au Stade de Reims, à la suite d'un but inscrit par Christophe Mandanne à la 15e minute. Dans ce duel opposant les deux dernières équipes au classement, Nîmes parvient à égaliser à la 68e minute par Boubacar Kébé. Néanmoins, deux minutes plus tard, Mandanne signe un doublé qui permet au club champenois de reprendre l'avantage. Dans un stade quelque peu désempli, Kébé, à l'entame du temps additionnel, réussit également à marquer un deuxième but à la suite d'un centre de Paul Maisonneuve, ce qui permet au club gardois d'obtenir un nouveau point.
Marqués par des affaires de racisme concernant Robert Malm et Aliou Cissé lors du match précédent, les joueurs nîmois s'inclinent de nouveau lors de la quinzième journée au Stade Gaston-Gérard, enceinte du Dijon FCO. Les joueurs bourguignons prennent rapidement l'avantage grâce à Pierre-Emerick Aubameyang, puis confortent leur avance par Sebastián Ribas. Quelques minutes avant la fin de la seconde période, les Crocodiles, à la suite d'un corner, réagissent par l'intermédiaire de Robert Malm. Lors de la seconde mi-temps, Nîmes parvient à obtenir un penalty à la suite d'une faute commise sur Sadio Sankharé mais ne réussit pas à égaliser, la tentative de Malm étant repoussée par le poteau. Le club gardois concède alors la huitième défaite de la saison (1-2).
Le Nîmes Olympique reçoit, cinq jours après s'être imposé en Coupe de France, le FC Metz qui, quatrième, fait figure de prétendant à une montée en première division. Ce statut se confirme lorsque après douze minutes de jeu Pascal Johansen inscrit le premier but de la rencontre. Metz se fait surprendre une vingtaine de minutes plus tard par le meilleur buteur nîmois Boubacar Kébé. Les deux équipes se neutralisent dès lors jusqu'à la fin du match sans parvenir à inscrire un nouveau but (1-1).
Huit jours avant de disputer son huitième tour de Coupe de France, Nîmes dispute la dix-septième journée au Stade Gaston-Petit, lieu où évolue La Berrichonne de Châteauroux. En début de match, le Nîmes Olympique croit concéder un premier but contre son camp par Benoit Poulain mais qui finalement est refusé par l'arbitre Bertrand Layec, la touche précédant le but étant effectuée par la mauvaise équipe. Cette rencontre, pourtant riche en occasions et marquée par la faible température (3 degrés), se solde sur un score nul et vierge.
La réception du SC Bastia est marquée par le changement d'entraîneur au sein du Nîmes Olympique durant la semaine précédant le match. En effet, à la suite de la défaite face à Bayonne en Coupe de France, Jean-Michel Cavalli remplace Jean-Luc Vannuchi. Après une première période où l'engagement a été de mise comme l'atteste l'expulsion du bastiais Hassoun Camara, les joueurs du club gardois qui évoluent également à dix depuis le carton rouge pris par Florent Besnard à la 61e minute, prennent l'avantage en deuxième mi-temps par Malm à la suite d'un centre de Mickaël Colloredo. Cette avance est conservée jusqu'à la fin de la partie permettant au Nîmes Olympique de remporter sa première victoire à domicile en deuxième division depuis mai 2002. Ce premier match à domicile de la saison se concluant par la prise de trois points permet ainsi à Nîmes de quitter la dernière place juste avant la trêve hivernale, de devancer le Stade de Reims d'un point et de se retrouver à sept points du premier non-relégable, Châteauroux.
Extrait du classement de Ligue 2 2008-2009 à la trêve hivernale
| Rang | Équipe          | Pts | J  | G | N | P  | Bp | Bc | Diff |
| ---- | --------------- | --- | -- | - | - | -- | -- | -- | ---- |
| 16   | EA Guingamp     | 20  | 18 | 4 | 8 | 6  | 15 | 17 | -2   |
| 17   | LB Châteauroux  | 20  | 18 | 5 | 5 | 8  | 18 | 22 | -4   |
| 18   | AC Ajaccio      | 20  | 18 | 5 | 5 | 8  | 25 | 31 | -6   |
| 19   | Nîmes Olympique | 13  | 18 | 2 | 7 | 9  | 14 | 26 | -12  |
| 20   | Stade de Reims  | 12  | 18 | 2 | 6 | 10 | 18 | 33 | -15  |

#### Mercato d'hiveret perte de la dernière place - Journées 19 à 23
Le 1er janvier, les défenseurs Ludovic Liron et Moussa Sidibé, venant respectivement du Stade de Reims et du Vannes OC, s'engagent en faveur du club gardois avec un contrat expirant à la fin de la saison. D'autres joueurs rejoignent quelques jours plus tard l'effectif nîmois comme les attaquants Jonathan Ayité et Jean-Jacques Mandrichi. Le premier, international togolais en provenance du Stade brestois 29, signe un contrat de six mois; le second est quant à lui prêté par l'AC Ajaccio. C'est le cas également du milieu défensif international malien Alphousseyni Keita, qui est lui prêté par le MUC 72.

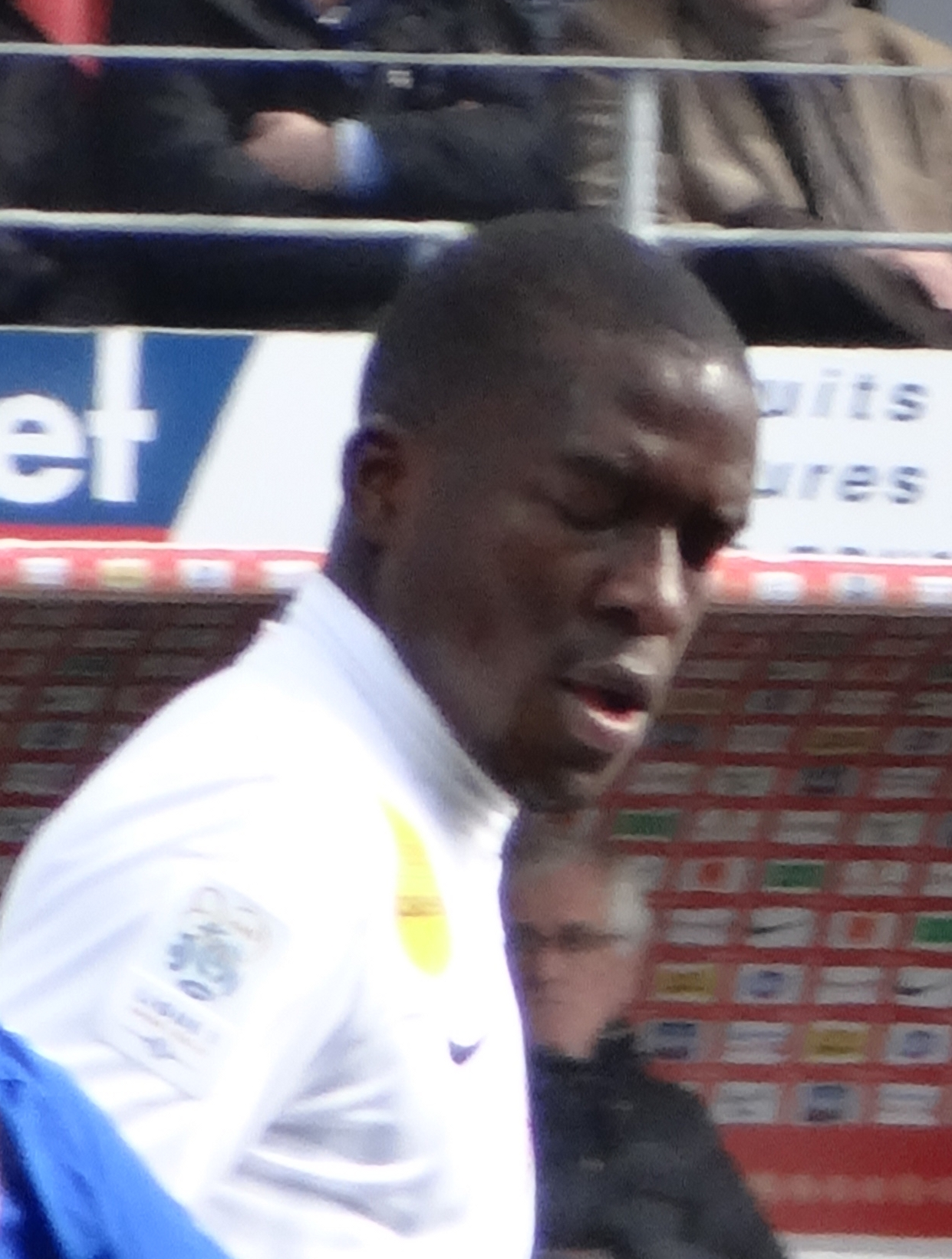
Jonathan Ayité marque pour la première fois avec Nîmes lors de la.

Pour le premier match de l'année civile, le Nîmes Olympique affronte un promu le Vannes Olympique Club. À l'issue de ce match, le club gardois retrouve la dernière place du classement. En effet, Ghislain Gimbert servi par Jérôme Lebouc, inscrit l'unique but de la rencontre en première période et permet à Vannes de s'imposer 1-0.
Le 15 janvier, et après avoir inscrit cinq buts en dix-sept rencontres rencontres avec le Nîmes Olympique, Boubacar Kébé quitte le club pour rejoindre le RC Strasbourg, moyennant une indemnité de transfert de 350 000 €.
Le lendemain de cette annonce, Nîmes reçoit le CS Sedan Ardennes (CSSA) et parvient à obtenir une seconde victoire d'affilée à domicile. La nouvelle recrue Jonathan Ayité inscrit à la 24e minute de jeu sur penalty son premier but avec le club gardois. Cependant, le CSSA réussit à égaliser après vingt minutes de jeu en seconde période par Djibril Sidibé. Malgré cette égalisation, Ayité marque de nouveau et permet au Nîmes Olympique de reprendre un avantage qu'il conservera alors jusqu'à la fin de la partie, et qu'il lui fait quitter de nouveau la dernière place; position que le club languedocien ne quittera plus durant trois rencontres d'affilée.
Le 30 janvier 2009, Nîmes dispute un nouveau match à domicile face au Clermont Foot. Les auvergnats, vêtus de noir en raison de la mort de Clément Pinault la semaine passée, dominent la première période sans pour autant concrétiser leurs actions. Entraînés par l'ancien entraîneur nîmois Didier Ollé-Nicolle, les clermontois prennent l'avantage en début de deuxième mi-temps par Mustapha Yatabaré qui avait marqué au match aller. Incapables d'inscrire un second but, les visiteurs sont sanctionnés en toute fin de match. En effet, l'arbitre décide d'accorder un penalty au bout du temps additionnel (90+3e minute) après que Cédric Bockhorni a ceinturé un joueur nîmois. Marqué par Ayité, ce but permet aux Crocodiles de connaître un cinquième match d'affilée à domicile sans défaite (1-1).
Entre fin janvier et début février, deux joueurs quittent également le club : Eli Kroupi et Pierre Germann (qui n'a disputé aucune rencontre lors de la première moitié de saison) voient leur contrat résilier à l'amiable avec le club,.
Le Nîmes Olympique se rend la semaine suivante au Stade Félix-Bollaert afin d'y affronter le RC Lens, leader du championnat depuis trois journées. Les artésiens, sur leur première occasion, inscrivent le premier but de la partie par l'intermédiaire de Yohan Demont, qui après avoir été servi par Adil Hermach, effectue un lob qui trompe le portier gardois. Malgré d'autres nombreuses tentatives nîmoises, Lens réussit à préserver son avantage et à s'imposer 1-0.
| Nom                    | Nationalité   | Transfert                | Provenance/Destination | Division |
| ---------------------- | ------------- | ------------------------ | ---------------------- | -------- |
| Arrivées               |               |                          |                        |          |
| Ludovic Liron          | France        | Transfert sans indemnité | Stade de Reims         | Ligue 2  |
| Moussa Sidibé          | France        | Transfert sans indemnité | Vannes OC              | Ligue 2  |
| Jonathan Ayité         | Togo          | Transfert sans indemnité | Stade brestois 29      | Ligue 2  |
| Jean-Jacques Mandrichi | France        | Prêt                     | AC Ajaccio             | Ligue 2  |
| Alphousseyni Keita     | France        | Prêt                     | Le Mans UC 72          | Ligue 1  |
| Départs                |               |                          |                        |          |
| Boubacar Kébé          | Burkina Faso  | Transfert                | RC Strasbourg          | Ligue 2  |
| Pierre Germann         | France        | Résiliation de contrat   | AS Cherbourg           | National |
| Eli Kroupi             | Côte d'Ivoire | Résiliation de contrat   |                        |          |

#### Classement final et statistiques
Le Nîmes Olympique termine ainsi le championnat à la dix-septième place avec 11 victoires, 11 matchs nuls et 16 défaites. Le club nîmois est le dix-septième en termes de victoire et le dix-huitième à avoir subi autant de revers lors du championnat. Une victoire rapportant trois points et un match nul un point, le club totalise 44 points soit un de plus que le premier relégable, l'Amiens SC. Les Nîmois possèdent la pire attaque du championnat avec 32 buts marqués, la treizième meilleure défense ex-æquo avec La Berrichonne de Châteauroux et le Dijon FCO en encaissant 46 buts, et la pire différence de buts. Le Nîmes Olympique est la treizième meilleure formation à domicile (30 points) et la dix-septième à l'extérieur (14 points). Sur un total de 38 journées de championnat, le Nîmes Olympique est relégable au classement à 36 reprises. Les Crocodiles figurent également à la seizième place du classement du fair-play établi par la Ligue de football professionnel, avec 70 cartons jaunes et six cartons rouges.
Le Nîmes Olympique se maintient en Ligue 2, se sauvant lors de la dernière journée de championnat, et relègue donc l'Amiens SC en troisième division pour la saison 2010-2011 tout comme l'ES Troyes Aube Champagne et le Stade de Reims, vingtième et dernier. Les trois clubs promus en Ligue 1 2009-2010 sont le RC Lens, qui décroche son quatrième titre de champion de deuxième division de son histoire, le Montpellier HSC, qui retrouve la première division cinq années après l'avoir quittée, et l'US Boulogne Côte d'Opale, qui accède pour la première fois à l'élite du football français après trois promotions en six ans.
Extrait du classement de Ligue 2 2008-2009
| Rang                             | Équipe            | Pts | J  | G  | N  | P  | Bp | Bc | Diff |
| -------------------------------- | ----------------- | --- | -- | -- | -- | -- | -- | -- | ---- |
| 15                               | LB Châteauroux    | 44  | 38 | 11 | 11 | 16 | 40 | 46 | -6   |
| 16                               | AC Ajaccio        | 44  | 38 | 11 | 11 | 16 | 44 | 56 | -12  |
| 17                               | Nîmes Olympique P | 44  | 38 | 11 | 11 | 16 | 32 | 46 | -14  |
| 18                               | Amiens SC         | 43  | 38 | 9  | 16 | 13 | 35 | 40 | -5   |
| 19                               | ES Troyes AC      | 38  | 38 | 9  | 11 | 18 | 39 | 48 | -9   |
| 20                               | Stade de Reims    | 36  | 38 | 7  | 15 | 16 | 40 | 51 | -11  |
| Relégation en National 2009-2010 |                   |     |    |    |    |    |    |    |      |

### Coupe de France
Compétition à élimination directe mettant aux prises les clubs de football amateurs et professionnels à travers la France métropolitaine et les DOM-ROM, la coupe de France 2008-2009 est la 92e édition de la coupe de France, et est organisée par la FFF et ses ligues régionales. Cette saison, le nombre de clubs engagés a légèrement diminué par rapport à l'année précédente, avec 5 990 participants.
Au septième tour de la coupe de France, le Nîmes Olympique se rend chez les amateurs du FCO Firminy, qui évolue en Division d'Honneur. Afin d'échapper à une élimination face à une équipe hiérarchiquement inférieure comme la saison précédente, Vannuchi aligne une équipe composée majoritairement de joueurs habituellement utilisés. Cet entraînement se montre rentable puisque Nîmes dispose des locaux et décroche sa qualification grâce à son succès deux à un, bien que le dernier but soit accordé après plusieurs minutes de délibération, la frappe de Nicolas Bayod ayant transpercée le filet de la cage de Firminy.
Au tour suivant, Nîmes reçoit l'Aviron bayonnais, pensionnaire de National, qui criant de réalisme, ouvre la marque sur penalty après deux minutes de jeu. Le Nîmes Olympique domine mais peine à contourner le bloc bayonnais bien regroupé et n'arrive pas à égaliser après quatre-vingt-dix minutes de jeu. Cette défaite entraîne le départ de Jean-Luc Vannuchi, limogé le lendemain. Le club basque s'incline au tour suivant à domicile face à l'AS Vitré.

### Coupe de la Ligue
Compétition à élimination directe organisée par la Ligue de football professionnel (LFP) depuis 1994, la Coupe de la Ligue 2008-2009 est la 15e édition de la Coupe de la Ligue, rassemblant uniquement les clubs professionnels de Ligue 1, Ligue 2 et National.

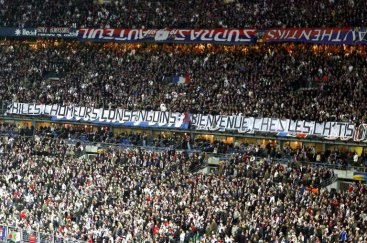
Banderole des supporters du PSG à l'encontre des supporters lensois.

Nîmes débute directement la compétition au premier tour, initialement prévu le 19 août. À la suite de l'affaire de la banderole au Stade de France et à la réintégration du Paris-Saint-Germain, le tirage au sort, qui avait donné le FC Gueugnon comme adversaire à Nîmes, ainsi que le calendrier ont dû être refaits.
Après un nouveau tirage au sort effectué, le Nîmes Olympique se rend le 2 septembre chez le FC Libourne-Saint-Seurin. Juste avant la fin de la première période, Boubacar Kébé ouvre le score. Dès lors, les joueurs de Jean-Luc Vannuchi gèrent parfaitement la rencontre et s'impose finalement sans surprise sur le score deux buts à zéro, Kébé inscrivant même un second but à un quart d'heure de la fin de la rencontre et se qualifient pour le tour suivant.
Pour le deuxième tour, Nîmes se rend au stade Gaston-Petit, antre de La Berrichonne de Châteauroux. Châteauroux a été exempté de premier tour. Le Nîmes Olympique prend rapidement l'avantage, par l'intermédiaire d'Éli Kroupi, et réussit à conserver son avance jusqu'à la mi-temps. Cependant, le club gardois encaisse logiquement deux buts des Castelroussins en deuxième période, inscrits par le sénégalais Momar N'Diaye et le défenseur Mickaël Cerielo. Par la suite, Nîmes ne parvient pas à revenir au score, et encaisse un troisième but de Mathieu Scarpelli. Châteauroux s'impose donc à domicile trois buts à un et atteint les seizièmes de finale de la coupe de la Ligue. Le club indrien bat ensuite le SC Bastia, puis le Montpellier HSC au tour suivant mais doit s'incliner en quart de finale contre les Girondins de Bordeaux, futur vainqueur de la compétition.

### Matchs officiels de la saison
Le tableau ci-dessous retrace dans l'ordre chronologique les 42 rencontres officielles jouées par le Nîmes Olympique durant la saison. Le club nîmois a participé aux 38 journées du championnat ainsi qu'à deux tours de Coupe de France et deux rencontres en Coupe de la Ligue. Les buteurs sont accompagnés d'une indication entre parenthèses sur la minute de jeu où est marqué le but et, pour certaines réalisations, sur sa nature (penalty ou contre son camp).
Le bilan général de la saison est de 13 victoires, 11 matchs nuls et 18 défaites. Le score le plus fréquent est la victoire 1-0, acquit à 5 reprises.

## Joueurs et encadrement technique

### Encadrement technique
L'équipe est d'abord entraînée par Jean-Luc Vannuchi. Entraîneur de 38 ans en poste depuis décembre 2007, il est passé par le club gardois en tant que joueur, défenseur du NO entre 2000 et 2004. Il débute en 2005 sa carrière de technicien en entraînant la réserve du Nîmes Olympique. Après la démission de Laurent Fournier en décembre 2007, il prend en main l'équipe première du club languedocien, avec laquelle il réussit à monter en Ligue 2 au cours de cette même saison.
L'équipe est ensuite entraînée par Jean-Michel Cavalli. Entraîneur de 51 ans, il est notamment passé par le club corse du Gazélec FCO Ajaccio au sein duquel il commencera sa carrière de technicien en 1990, et évoluant au poste de milieu de terrain durant les années 1980. Après avoir terminé sa carrière de joueur, il rejoint en 1995 le LOSC Lille Métropole qui évolue alors en Division 1. Par la suite, il s'engage au Al Riyad SC en 1997, club d'Arabie saoudite, puis entraîne de nouveau le Gazélec FCO Ajaccio. Après être passé par le Racing Club de France de 2000 à 2001, il rejoint le club grec de l'Ionikos Le Pirée en 2002. Quatre ans plus tard, et après être avoir entraîné l'US Créteil-Lusitanos et l'US Triestina Calcio, il devient sélectionneur de l'équipe d'Algérie. Démis de ses fonctions en octobre 2007, il s'engage en décembre 2007 avec le Wydad de Casablanca. Il quitte le club marocain deux mois plus tard, et s'engage avec le Nîmes Olympique en décembre 2008.
L'entraîneur des gardiens est Jean-Marc Sibille. Il signe son premier contrat professionnel à l'AS Beauvais en 1986. Peu utilisé car Eddy Caullery lui est préféré, il devient titulaire qu'en 1990 et garde pendant 4 saisons les buts de l'équipe beauvaisienne avant de rejoindre l'US Fécamp, puis l'ES Wasquehal où il terminera sa carrière de joueur en 2003.

### Effectif professionnel

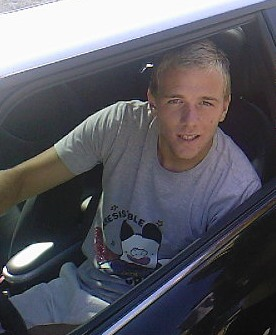
Malaury Martin, qui effectue seize rencontres sous le maillot du Nîmes Olympique.

Dans l'effectif professionnel de la saison 2008-2009, peu de joueurs sont issus du club. En effet, seuls Benoît Poulain et Paul Maisonneuve ont été formés au club. Poulain, qui évolue au poste de défenseur central, est un membre permanent et régulier de l'équipe nîmoise depuis deux saisons. Quant au milieu de terrain Paul Maisonneuve, originaire de Nîmes, il effectue plus d'une quinzaine d'apparitions sous le maillot du club gardois de 2006 à 2008.
Le capitaine de l'équipe est le milieu défensif algérien Mehdi Mostefa. Formé à l'AS Monaco FC, il débute en National lors de la saison 2004-2005 avec l'ASOA Valence. D'abord cadre de l'équipe valentinoise, il quitte le club en raison de son dépôt de bilan. En 2005, il décide de rejoindre l'EDS Montluçon où il réalise une remarquable saison, si bien qu'au mercato d'été 2006, le club montluçonnais trouve un accord avec le FC Sète, qui décide en 2007 de transférer Mostefa à Nîmes.
Le gardien de l'équipe est Nicolas Puydebois. Il rejoint le club en juin 2008 alors qu'il évoluait au Racing Club de Strasbourg et devient un élément-clé du Nîmes Olympique. Gardien de but expérimenté et terminant champion de France à quatre reprises avec l'Olympique lyonnais, il a notamment disputé plus de 100 rencontres en première et seconde division confondues. D'autres joueurs de l'effectif sont chevronnés dans leur domaine respectif, comme l'attaquant Robert Malm ou le défenseur Abderaouf Zarabi.
Sadio Sankharé et Jérémie Roumégous constituent la défense centrale. Sankharé arrive au club en 2008 après un passage de deux années au Grenoble Foot 38 (15 matchs joués). Quant à Roumégous, il a été recruté au Rodez Aveyron Football en 2006, après être passé par le centre de formation de l'AJ Auxerre. Ludovic Liron, arrivé à l'intersaison hivernale en provenance du Stade de Reims, les épaule sur le côté droit de la défense.

### Statistiques individuelles
Le joueur le plus utilisé de l'effectif est l'attaquant togolais Robert Malm qui participe à 41 des 42 rencontres officielles de la saison, en étant à 14 reprises remplaçant, et en effectuant 2 454 minutes de jeu sur l'intégralité de la saison. Il ne prend pas part au deuxième tour de Coupe de la Ligue contre La Berrichonne de Châteauroux. Les autres joueurs les plus sollicités sont le gardien Nicolas Puydebois qui totalise 3 362 minutes en 38 matchs, ainsi que le milieu de terrain algérien et capitaine Mehdi Mostefa qui participe lui aussi à 38 rencontres mais en ne passant que 3 235 minutes sur les terrains. Nicolas Bayod a également joué le même nombre de rencontres sur la totalité de la saison que ces deux derniers, et a disputé 2 555 minutes de jeu. Il est également le meilleur passeur du club avec cinq passes décisives en championnat, derrière les 12 passes délivrées par l'angevin Paul Alo'o Efoulou, et le montpelliérain Tino Costa.
Les joueurs les plus prolifiques en termes de buts sont les attaquants Boubacar Kébé (dont 2 en Coupe de la Ligue), Robert Malm (dont 1 en Coupe de France) et Jean-Jacques Mandrichi, qui inscrivent tous les trois 7 buts, loin derrière Grégory Thil (18 buts), meilleur buteur de Ligue 2, et Víctor Hugo Montaño (15 buts), respectivement attaquants de l'US Boulogne Côte d'Opale et du Montpellier HSC. Ayant effectué le plus petit nombre de minutes de la saison sur les trois joueurs (1 521 minutes), Mandrichi atteint la meilleure moyenne avec un but marqué toutes les 217 minutes.
Cinq joueurs nîmois ont été expulsés lors de la saison, tous en championnat. Au terme des onze premières rencontres de la saison, les Crocodiles ont déjà écopés de quatre cartons rouges. Par la suite, Nîmes, par l'intermédiaire de Florent Besnard, connaîtra deux nouvelles expulsions.

## Aspects juridiques et économiques

### Structure juridique et organigramme
En 2008-2009, l'équipe professionnelle est gérée par la société anonyme sportive professionnelle (SASP) Nîmes Olympique. La SASP est liée par le biais d'une convention à l'association loi de 1901 Nîmes Olympique Association, structure qui regroupe le centre de formation et les équipes amateurs.

### Éléments comptables
Le budget prévisionnel du Nîmes Olympique pour la saison est de 8,3 millions d'euros, ce qui correspond au dix-septième plus gros budget des clubs de Ligue 2 ex-æquo avec le SCO Angers et loin derrière ceux du RC Lens ou du RC Strasbourg.
Extrait du compte de résultat du Nîmes Olympique en millions d'euros
| Produits | Produits | Produits | Produits | Produits | Produits | Charges | Charges | Rés. expl. | Mutation | Rés. net |
| Matchs   | Spons.   | Subv.    | TV       | Merch.   | Total    | Rémun.  | Total   | Rés. expl. | Mutation | Rés. net |
| -------- | -------- | -------- | -------- | -------- | -------- | ------- | ------- | ---------- | -------- | -------- |
| 1,712    | 1,468    | nc       | 4,352    | nc       | 8,243    | 5,719   | 7,976   | 0,267      | 0,336    | 0,471    |

Légende : Matchs = recettes matchs avec billetterie, Spons. = sponsors et publicités, Subv. = subventions des collectivités, TV = droits audiovisuels, Merch. = merchandising, Rémun. = rémunérations du personnel, Rés. expl. = résultat d'exploitation, Mutation = résultat exceptionnel (indemnités de mutation), Rés. net = résultat net.

### Équipementiers et sponsors
La marque italienne Erreà est l'équipementier du Nîmes Olympique depuis la saison 2002-2003. Elle continue à fournir les maillots au club gardois lors de la saison 2008-2009. Erreà est le cinquième équipementier qu'a connu le Nîmes Olympique, après notamment Le coq sportif, le premier équipementier du NO entre 1969 et 1974, l'Allemand Adidas ou l'Anglais Umbro.
Les premiers sponsors apparaissent sur les maillots nîmois au début des années 1970, le Nîmes Olympique devenant ainsi le premier club français à arborer une publicité sur le maillot avec l'Olympique de Marseille. En 1970, la maison de couture Cacharel, créée par le nîmois Jean Bousquet, devient pionnière. En 1975, Zan, entreprise originaire du Gard, s'installe sur les maillots durant deux saisons. Zan cède sa place en 1977 à Kindy Chaussettes et ce pendant neuf ans. Ainsi Kindy est actuellement le sponsor le plus fidèle qu'a connu le Nîmes Olympique depuis sa création avec 9 ans d'apparition sur le maillot des Crocodiles.
Pour la saison 2008-2009, les sponsors présents sur les maillots du club sont le groupe SAUR et MacDan. Le logo de ce dernier, enseigne de magasins, apparaît sur les maillots du Nîmes Olympique depuis la saison 2004-2005 sans interruption. Le groupe SAUR est quant à lui présent depuis 2002. Par ailleurs, certains logos des partenaires institutionnels du club sont également apposés sur les maillots du club languedocien comme celui de la ville de Nîmes ainsi que du Conseil général du Gard.

## Affluence et couverture médiatique

### Affluence
Deux jours avant la reprise du championnat, 3 500 abonnements avaient été vendus (3 839 au 1er septembre), battant ainsi le précédent record de 3098 ventes de la saison 1991-1992.
174 680 personnes ayant assisté aux 19 rencontres de championnat du Nîmes Olympique au Stade des Costières, l'affluence moyenne du club à domicile est de 9 194 spectateurs, soit la cinquième meilleure depuis 1948 et une hausse de 40,7 % par rapport à l'année précédente. Il s'agit de la neuvième affluence du championnat, bien loin de celle du RC Lens (29 842 spectateurs de moyenne), ou encore de celle du Racing Club de Strasbourg (14 193). Le Nîmes Olympique détient par ailleurs le dixième taux de remplissage à domicile avec 49,7 % et également le dixième à l'extérieur avec 47,2 %. Le record en championnat d'affluence de la saison à domicile est réalisé lors de la quatrième journée contre le Racing Club de Lens. 17 495 spectateurs assistent à la victoire lensoise (1-2).
En coupe de France, le Nîmes Olympique ne dispute qu'un seul match à domicile contre l'Aviron bayonnais FC. Une affluence de 1 532 spectateurs y est alors recensée, constituant la plus faible de la saison. En coupe de la Ligue, aucune rencontre n'a été effectuée durant la saison au sein de l'enceinte nîmoise, nonobstant deux matchs disputés par les gardois dans cette compétition.
Affluence du Nîmes Olympique à domicile,

### Couverture médiatique
Le groupe Eurosport et Numericable sont les diffuseurs majoritaires de la Ligue 2 2008-2009 et versent respectivement 10 et 5 millions d'euros de droits télévisuels à la Ligue de football professionnel (LFP).
Les droits télévisés versés par la LFP au Nîmes Olympique sont de 4,153 millions d'euros pour cette saison. À une part fixe qui revient de droit à chaque club de Ligue 2, est ajoutée une partie variable qui est calculée à partir des résultats sportifs et de la notoriété de l'équipe.
Quatorze rencontres de la saison font l'objet d'une retransmission télévisuelle. Les deux rencontres opposant le club gardois au club alsacien du Racing Club de Strasbourg, ainsi que le match au stade des Costières face au RC Lens, se disputent le lundi en raison de leurs diffusions sur Eurosport. Onze autres rencontres sont diffusées comme les derbies languedociens entre le Nîmes Olympique et le Montpellier HSC du 6 octobre 2008 et du 10 avril 2009. Elles sont retransmises soit sur Ma Chaîne Sport soit sur la chaîne Ligue 2 Multicanaux, qui appartiennent à Numéricable.
À la radio, tous les matchs de la saison sont diffusés en intégralité sur France Bleu Gard Lozère, commentés par Hervé Sallafranque.

## Autres équipes

### Équipe réserve
L’équipe réserve du Nîmes Olympique sert de tremplin vers le groupe professionnel pour les jeunes du club. Elle est entraînée par Franck N'Dioro depuis 2008, après avoir notamment dirigé le Perpignan Canet FC.
Pour la saison 2008-2009, elle évolue dans le groupe E du championnat de France amateur 2, soit le cinquième niveau de la hiérarchie du football en France. Après une huitième place obtenue l'année précédente, l'équipe réserve du Nîmes Olympique se maintient de nouveau dans ce championnat à l'issue de la saison, avec 8 victoires, 12 matchs nuls et 10 défaites. En haut de tableau, le Stade raphaëlois a été plus fort que l'US Le Pontet et la réserve de l'Olympique de Marseille pour s'offrir le titre de champion et ainsi être promu en CFA. Cependant, à la suite de la fusion du Stade raphaëlois avec l'ES Fréjus (second du groupe B de CFA), la montée en CFA revient à l'US Le Pontet.

### Équipes de jeunes
Le Nîmes Olympique aligne plusieurs équipes de jeunes dans les championnats départementaux et régionaux. Parmi ces équipes de jeunes, l'équipe des moins de 18 ans participe à deux compétitions, dont la Coupe Gambardella 2008-2009.

## Faits marquants
- Le 17 avril, pour la 32e journée de championnat sur la pelouse du Stade de Reims, une bagarre générale éclate à la fin de la rencontre[65]; touché lors de l'altercation, Jean-Michel Cavalli est alors en arrêt de travail durant une semaine[66].
- Fin avril 2009, à la suite d'intimidations de « gros bras » sur des supporteurs survenues le 27 février pour le compte de la 25e journée à domicile face au SCO Angers, plusieurs personnes ont été placées en garde à vue dont le préparateur physique du Nîmes Olympique ainsi que le directeur général délégué du club[67].
- À l'issue de la 37e journée, l'équipe est 18e à égalité de points avec le premier non relégable. 1 semaine plus tard, le 29 mai, ils s'imposent 2 buts à 1 sur le terrain du Stade brestois et permettent au club de se sauver in extrémis en accrochant au dernier moment la 17e place, après un parcours exceptionnel sur la deuxième partie de saison.